# Bertrandiet

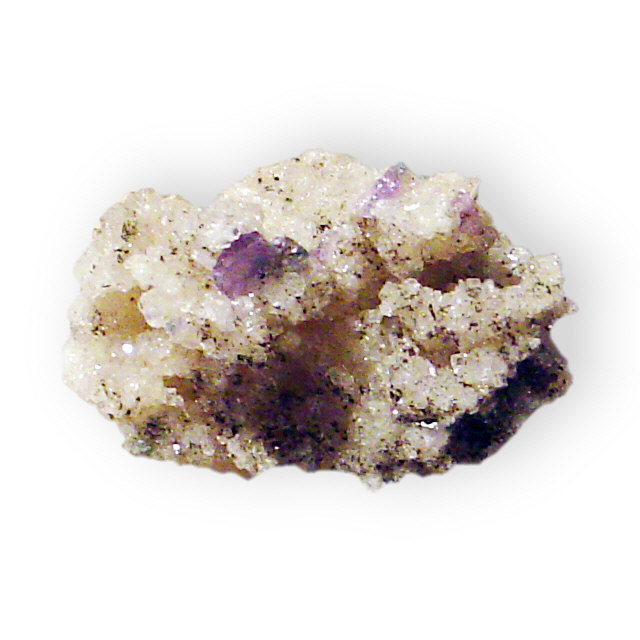
Een bertrandiet-type

Het mineraal bertrandiet is een berylliumhoudend sorosilicaat met de chemische formule Be4Si2O7(OH)2.

## Eigenschappen
Bertrandiet is een kleurloos tot lichtgeel orthorombisch mineraal met een hardheid op de schaal van Mohs van 6-7.

## Naamgeving
Het werd voor het eerst ontdekt nabij Nantes (Frankrijk) in 1883 en werd genoemd naar de Franse mineraloog Emile Bertrand.

## Voorkomen
Het wordt vaak teruggevonden in berylliumrijke pegmatieten. Bertrandiet komt vaak voor als een pseudomorfe vervanging van beril. Dit mineraal is net zoals beril een berylliumerts.